# Пфиффельбах
Пфиффельбах (нем. Pfiffelbach) — община в Германии, в земле Тюрингия. 
Входит в состав района Веймар. Подчиняется управлению Ильмталь-Вайнштрассе.  Население составляет 587 человек (на 31 декабря 2010 года). Занимает площадь 11,03 км².
Община подразделяется на 10 сельских округов.